# As-Sajid
As-Sajid (arab. الصايد) – miejscowość w Syrii, w muhafazie Hims. W 2004 roku liczyła 1309 mieszkańców.